# Alfonso Rojo
Alfonso Rojo López (Ponferrada, 4 de diciembre de 1951) es un periodista, escritor,  tertuliano de televisión de ideología conservadora y de derecha. También ha trabajado como corresponsal de guerra, empresario y actualmente es el director del medio conservador Periodista Digital.
Es el mayor de los varones de una familia de nueve hermanos. Estudió la primaria en el Colegio del Espíritu Santo de Ponferrada, y tras un año interno en Alemania, cerca de Aquisgrán, y un par de cursos en el Colegio de San Ignacio, completó el bachillerato en el Sagrado Corazón de los Jesuitas, en León.
Inició la carrera de Derecho en Santiago de Compostela y la culminó, junto con la licenciatura en Ciencias de la Información, en la Universidad Complutense de Madrid.

## Trayectoria profesional
Licenciado en Derecho y en Ciencias de la Información, Rojo comenzó su trayectoria profesional en 1976 como fotógrafo en los inicios de Diario 16. En 1979, como reportero de guerra, convivió con los guerrilleros sandinistas durante la guerra civil nicaragüense y también estuvo presente en el derrumbamiento del Muro de Berlín (1989).
En 1972, siendo todavía estudiante universitario, fue contratado como profesor de tenis por el Club Cuartel de la Montaña de Madrid, actividad laboral que siguió realizando hasta terminar la carrera y hacer el servicio militar. En 1976, apenas concluidas las prácticas como sargento de IMEC en el CIR de Alcalá de Henares, y ya con las licenciaturas de Derecho y Periodismo, se integró en la plantilla del recién nacido Diario 16, inicialmente como auxiliar de laboratorio y casi enseguida como fotógrafo.
En el otoño de 1977 decidió dejar el periódico y marchar por su cuenta a Centroamérica, donde comenzaban a tomar fuerza movimientos guerrilleros como el del Frente Sandinista de Nicaragua o el Farabundo Martí de El Salvador. En 1978, ya como freelancer, retornó a Centroamérica, vendiendo desde allí reportajes gráficos y literarios a diversas publicaciones, tanto españolas como extranjeras. 
En la Semana Santa de 1979, tras entrar con los sandinistas en Estelí y ser estos derrotados, fue capturado por la Guardia Nacional del dictador Anastasio Somoza. Cuando lo conducían maniatado hacia la capital, aprovechando que el convoy bajaba de velocidad al pasar por un control y atisbar un nutrido grupo de periodistas, Alfonso Rojo saltó de la caja del camión. Aunque fue detenido casi de inmediato por los soldados, Rojo logró que los reporteros presentes en el lugar lo fotografiaran e incluso hablaran brevemente con él. 
Las imágenes aparecieron en multitud de periódicos del mundo, fueron primera página de diarios españoles como El País, Diario 16 y Pueblo, y facilitaron que tres días después, tras ser interrogado en El Chipote e ingresado en los calabozos de la Policía somocista, en Managua, fuera entregado al embajador español Gustavo de Arístegui, quien facilitó su extradición a Guatemala y posterior envío a España.
Retornó a Centroamérica en el verano y siguió como freelancer por la región hasta la Navidades de 1980, cuando Pedrojota Ramírez, nombrado unos meses antes director de Diario 16, le instó a volver a Madrid y comenzar a trabajar como reportero de guerra permanente para el rotativo. Desde ese momento, enlazando un conflicto con otro —incluso durante la etapa en que fue por primera vez corresponsal en Nueva York— se dedicó a viajar por todo el mundo como enviado especial, cubriendo desde las guerras de Oriente Medio a la invasión soviética de Afganistán, pasando de revoluciones en África a golpes de estado en Bolivia, y de la operación norteamericana en la Isla de Granada a estallidos sociales en Cuba. 
En 1989, tras ser despedido Pedrojota Ramírez de Diario 16, formó parte del equipo fundacional de El Mundo, diario en que además de ejercer durante un año de corresponsal en EE. UU., fue adjunto al director y corresponsal de guerra permanente. De todas las coberturas realizadas entre 1989 y las Navidades de 2004-05, en que dejó el rotativo por discrepancias personales con Pedrojota Ramírez y tras cerrar un acuerdo económico con Antonio Fernández Galiano, destacaron el derrumbamiento del bloque soviético, el fin de la URSS, la caída del Muro de Berlín, Sudáfrica, Afganistán, Líbano y -sobre todo- las dos guerras del Golfo. 
En 1990, junto al neozelandés Peter Arnett, fue el único periodista occidental que permaneció en Bagdad bajo el permanente bombardeo aliado. Fue en esa etapa cuando diarios como los británicos The Guardian y The Observer e italianos como Corriere della Sera, comenzaron a publicar sus notas de forma regular, casi siempre bajo el epígrafe ‘Testigo Directo’. Durante la Guerra de los Balcanes, estando en el interior de la sitiada Sarajevo, resultó herido junto al fotógrafo Georges Gobet. A finales de 2004, rota su relación personal con Pedrojota Ramírez, se integró como director periodístico y CEO en el diario en línea Periodista Digital.
En 1989 abandonó Diario 16 para formar parte del equipo fundador de El Mundo. Durante esa época retrató la guerra del Golfo (1991), la guerra de Irak (2003) y el conflicto armado de Afganistán. En diciembre de 2004 abandona su cargo como adjunto a la dirección del diario El Mundo. Pese a ser despedido del diario El Mundo en 2004, desde 2001 ya disponía de una biografía en el sitio www.periodistadigital.com, y gestionaba contenidos en esa empresa, creada por su hermano David en 2001.
Compatibilizó la dirección de Periodista Digital con la publicación de columnas de opinión, primero en el diario ABC y posteriormente en La Razón, así como con apariciones en numerosos programas de debate de radio o televisión. Como tertuliano radiofónico, ha participado en Protagonistas de Luis del Olmo (Punto Radio), 24 Horas con Fermín Bocos y Las mañanas de RNE en Radio Nacional de España.
En televisión ha sido uno de los tertulianos habituales y más polémicos de La noria (Telecinco, 2007-2012), El gran debate (Telecinco, 2012-2013), Al rojo vivo (La Sexta, hasta 2013), El gato al agua (Intereconomía hasta 2013) con Javier Algarra, El cascabel (13TV, desde 2013), el programa de debate La noche en 24 horas (TVE, desde 2013 hasta 2016), la mesa política de El programa de Ana Rosa (Telecinco, hasta 2014) con su exmujer Ana Rosa Quintana, La Sexta Noche (La Sexta, 2011-2014) con Iñaki López, y La Tarde Con Cristina de Castilla y León Televisión. Desde noviembre de 2014 hasta agosto de 2015 presentó en Telemadrid el programa de tertulia Más Madrid.Desde 2018 se dedica en exclusiva a Periodista Digital, diario que tiene periodistas que realmente no existen pues los artículos se suponen escritos por periodistas con nombres y currículums inventados y fotos sacadas de un banco de imágenes.

## Trayectoria empresarial
En 2020 Alfonso Rojo ocupa diversos cargos en las empresas Zona Internet De Comunicación SL, Periodista Digital SL y Restaurante La Puerta Verde SL. Hasta 2018 fue administrador único de Aldea Digital SL.

## Polémicas
Alfonso Rojo ha sido protagonista de varias polémicas. Su nombre aparece relacionado en noticias sobre el caso Blesa y el comisario Villarejo, y en referencia a una condena de la Audiencia de Madrid por no retirar artículos del medio que dirige, y ha recibido acusaciones de manipulación.
En abril de 2014 fue expulsado del plató del programa La Sexta Noche por llamar "gordita" a la portavoz de la PAH, Ada Colau. Después del revuelo causado por sus declaraciones, aseguró que la causa de la polémica fueron los "126.000 piojosos" que seguían a Colau en Twitter.
En julio de 2014, a raíz de la acalorada discusión en un programa de televisión entre Beatriz Montañez y Bertín Osborne sobre el gobierno de Venezuela, Alfonso Rojo arremetió contra la primera llamándola "tonta desde que sus padres eran novios", afirmando que tenía la misma cultura que "la moto de Ángel Nieto". Además, desde la Comisión de Arbitraje, Quejas y Deontología del Periodismo de la Federación de Asociaciones de Periodistas de España (FAPE), se afirmó que Alfonso Rojo vulneró varios puntos de su código deontológico al calificar, en una noticia, de "pardilla" a una mujer que había sido víctima de abusos sexuales. No fue la primera vez que la FAPE condenó la labor de Rojo, a quien ya había reprendido por "faltar a la verdad" en varias informaciones publicadas en Periodista Digital.
En el programa La Sexta Noche del 15 de marzo de 2014, Alfonso Rojo calificó al líder de Podemos, Pablo Iglesias, de "chorizo", "mangante", "estafador" y "gilipollas", y también le acusó de "cobrar de todos los asesinos del mundo", por lo que, si bien, en un primer momento se dijo que sería denunciado por la formación política, finalmente fue el propio Iglesias quien puso el asunto en manos de los tribunales, como puede verse en la sentencia. El 22 de junio de 2016, el juzgado de primera instancia de Madrid condenó a Alfonso Rojo a pagar 20 000 euros de indemnización a Pablo Iglesias por intromisión ilegítima al honor. Rojo recurrió, pero el 21 de septiembre del mismo año la Audiencia Provincial de Madrid ratificó la sentencia. En octubre de 2017 el Tribunal Supremo confirmó la condena y rebajó la indemnización a 6000 euros. En este caso, Alfonso Rojo fue también condenado a publicar, en el medio que dirige, los hechos probados y el fallo de la sentencia. Los jueces tuvieron en cuenta los insultos vertidos en el programa televisivo "El Cascabel", y en Twitter, donde llamó a Iglesias "gilipollas" y "sinvergüenza".
El 11 de diciembre de 2014 Rojo concedió una entrevista en su programa de Radio 4G con el cofundador de la página web meneame.net Ricardo Galli para hablar de la nueva Ley de Propiedad Intelectual por la que se establecía el "canon AEDE". En la entrevista acusó al informático de tener la web repleta de troles, de favorecer la aparición de noticias benévolas con Podemos y de interferencias por parte de los responsables para evitar dar relevancia a Periodista Digital y El Semanal Digital. Tras estas acusaciones, Galli colgó el teléfono en pleno directo.
El 20 de febrero de 2015, en una tertulia de Castilla-La Mancha Televisión, ante las preguntas por parte de Beatriz Talegón (política del PSOE) a los periodistas presentes en el plató, Rojo increpó de manera reiterativa a dicha política por "haberse puesto gorda". Al finalizar la entrevista a la citada política, Rojo se dirigió a la presentadora para preguntarle de qué "sórdida pizzería" había traído a la invitada. Por estos motivos, el Comité de Empresa de RTVCM pidió prescindir de Alfonso Rojo en la cadena pública.
Debido a los polémicos comportamientos del periodista, varios medios de comunicación reaccionaron contra él. En 2015 Tele Madrid prescinde de sus servicios. En 2016 TVE apartó al periodista de los programas políticos.
Ha sido acusado de mantener una relación de dependencia con el Partido Popular, de causar indignación en la audiencia, y ha terminado siendo expulsado de sus programas. Algunos medios en 2015 clasificaron a Alfonso Rojo como uno de "los diez voceros de la derecha mediática que pueden llegar a cabrearte", aludiendo al denominador común de todos ellos para "predicar teorías alarmistas" que frenen al 15-M.
El director de Periodista Digital insulta a los jóvenes del 15-M en una tertulia: "No tienen ni pajolera idea".
Se le ha acusado de utilizar un medio público como Telemadrid para promocionar un medio privado como su periódico digital.
En 2015, los comportamiento de Alfonso Rojo causaron indignación y reproches en redes sociales por afirmar en el programa de La Sexta Al Rojo Vivo: "La podemita Tania Sánchez, novia de Pablo Iglesias, se descoca y enseña 'canalillo'", y reconoce él mismo en Twitter. En 2017 el nuevo director de 13tv le despidió, junto con Francisco Marhuenda, para que El Cascabel no fuera un programa “afín al Partido Popular”. También ha sido despedido del diario La Razón.
En 2017 se conoció que, en 2011 y 2014, entre otros medios Periodista Digital y El Semanal Digital, dirigidos por Alfonso Rojo, recibieron dinero de la Consejería de Sanidad de La Comunidad de Madrid, siendo consejero Javier Fernández-Lasquetty, durante los mandatos de Esperanza Aguirre e Ignacio González del Partido Popular madrileño.
En abril de 2022 fue condenado por el Tribunal Supremo por insultar sistemáticamente al abogado Gonzalo Boye. La condena fue de 5000 euros de multa y a tener que difundir en Periodista Digital, medio que dirige, y en sus cuentas de Facebook y Twitter' el encabezamiento y la parte dispositiva de la sentencia.
En octubre de 2022 fue condenado por calificar  de proetarras a unos jóvenes incluso después de que una causa contra ellos se hubiese archivado.
Alfonso Rojo frivoliza sobre su trabajo de tertuliano declarando que "es mejor que trabajar".

## Bibliografía

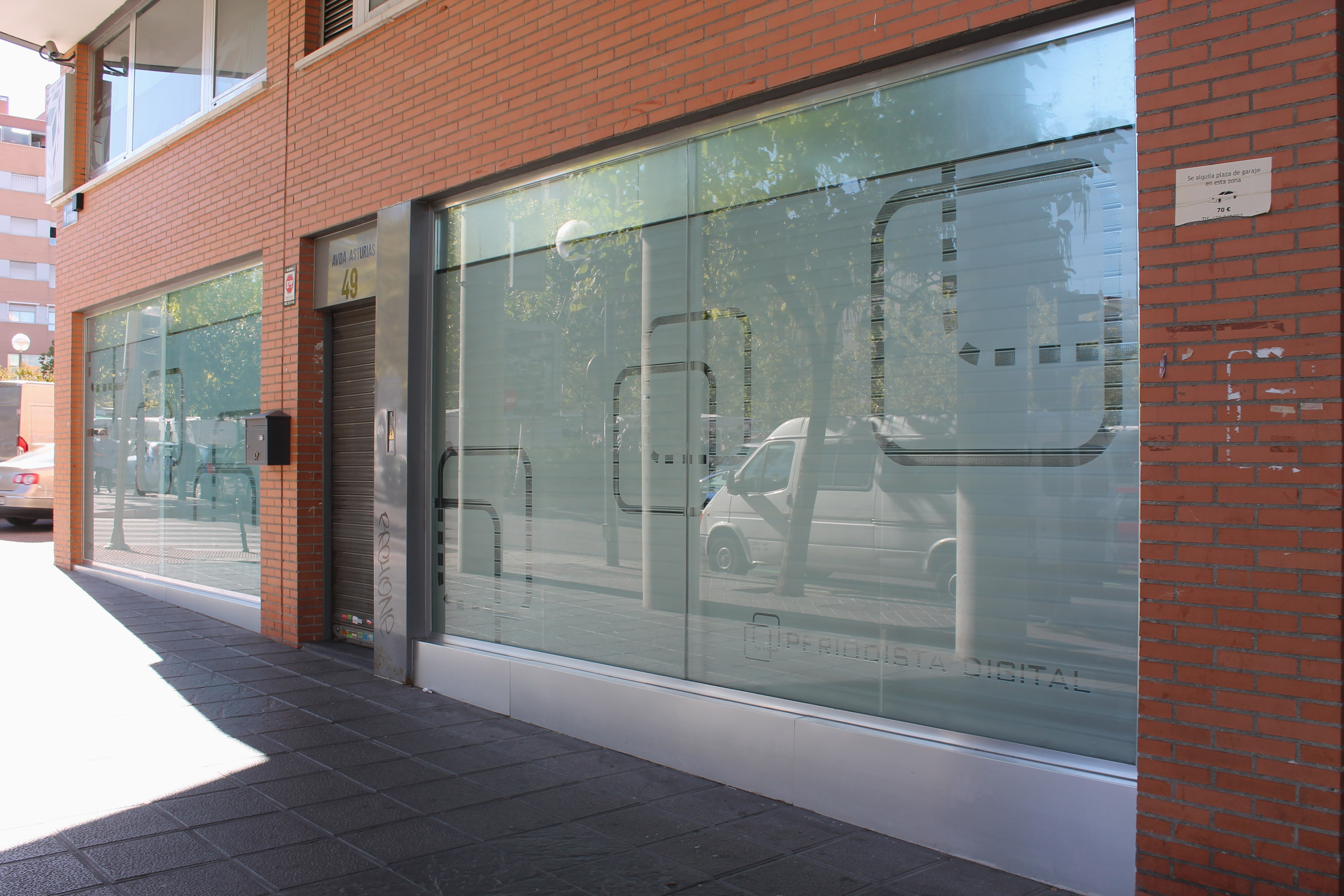
Sede de Periodista Digital (Madrid), medio que dirige Alfonso Rojo.